# سقوط بورس پاریس ۱۸۸۲
سقوط بورس پاریس ۱۸۸۲ (انگلیسی: Paris Bourse crash of 1882) سقوط بازار سهام در فرانسه  و به نوعی بدترین بحران در اقتصاد فرانسه در قرن نوزدهم بود. سقوط یونیون ژنرال در ژانویه سرآغاز این سقوط بود. حدود یک چهارم کارگزاران بورس در آستانه سقوط بودند. تزریق پول به میزان کافی از طریق بانک فرانسه در حمایت از تسویه پرداختها از بسته شدن بورس جلوگیری کرد.